# Prvenstvo Hrvatske u ragbiju 2003./04.
Prvenstvo Hrvatske u ragbiju u sezoni 2003/04.
Sudionici su bili splitska RK Nada, zagrebački Zagreb i Mladost, makarska Makarska rivijera i sisački ragbi klub Sisak.

## Poredak
```
Pl Klub          Ut Pb  N Pz  Ps  Pr  Bod
1. Nada           8  8  0  0 263: 64   24
2. Zagreb         8  5  0  3 300:100   18
3. Ma. rivijera   8  3  1  4 137:192   15
4. Mladost        8  3  1  4 129:124   11 (-3)
5. Sisak          8  0  0  8  30:399    8
```

Prvak je splitska Nada.